# أندرويد نوجا
أندرويد نوجا (بالإنجليزية: Android Nougat)‏ هو الإصدار السابع من نظام التشغيل أندرويد، صدر لأول مرة على شكل ألفا في 9 مارس 2016، تم إصداره رسميًا في 22 أغسطس 2016، وكانت أجهزة نكسس هي أول من يتلقى التحديث. وكان LG V20 أول هاتف ذكي تم إصداره بنظام نوجا.
قدم نظام نوجا تغييرات ملحوظة على نظام التشغيل ومنصة التطوير الخاصة به، بما في ذلك القدرة على عرض تطبيقات متعددة على الشاشة مرة واحدة عبر تقسيم الشاشة، ودعم الردود المضمنة على الإشعارات، ووضع توفير الطاقة الموسع الذي يقيد الجهاز بمجرد إطفاء الشاشة لبرهة. بالإضافة إلى ذلك، تحول النظام الأساسي إلى بيئة جافا المبنية على عدة تطوير جافا المفتوحة وتلقى دعمًا لواجهة برمجة تطبيقات عرض الرسومات فولكان وتحديث نظام شامل على الأجهزة المدعومة.
اعتبارًا من أكتوبر 2020، تعمل 8.49٪ من أجهزة أندرويد على نوجا (لم تعد تتلقى تحديثات أمنية)، مع 5.01٪ على أندرويد 7.0 (API 24) و 3.48٪ أندرويد 7.1 (API 25).